# World Cup of Hockey

Logo des World Cup of Hockey

Der World Cup of Hockey ist ein internationales Eishockeyturnier. Es gilt als Nachfolger des traditionsreichen Canada Cups und wurde 2016 zum dritten Mal ausgetragen. Die nordamerikanische Profiliga National Hockey League sowie die National Hockey League Players’ Association NHLPA veranstalten das Turnier gemeinsam mit der internationalen Eishockey-Föderation IIHF.

## Geschichte

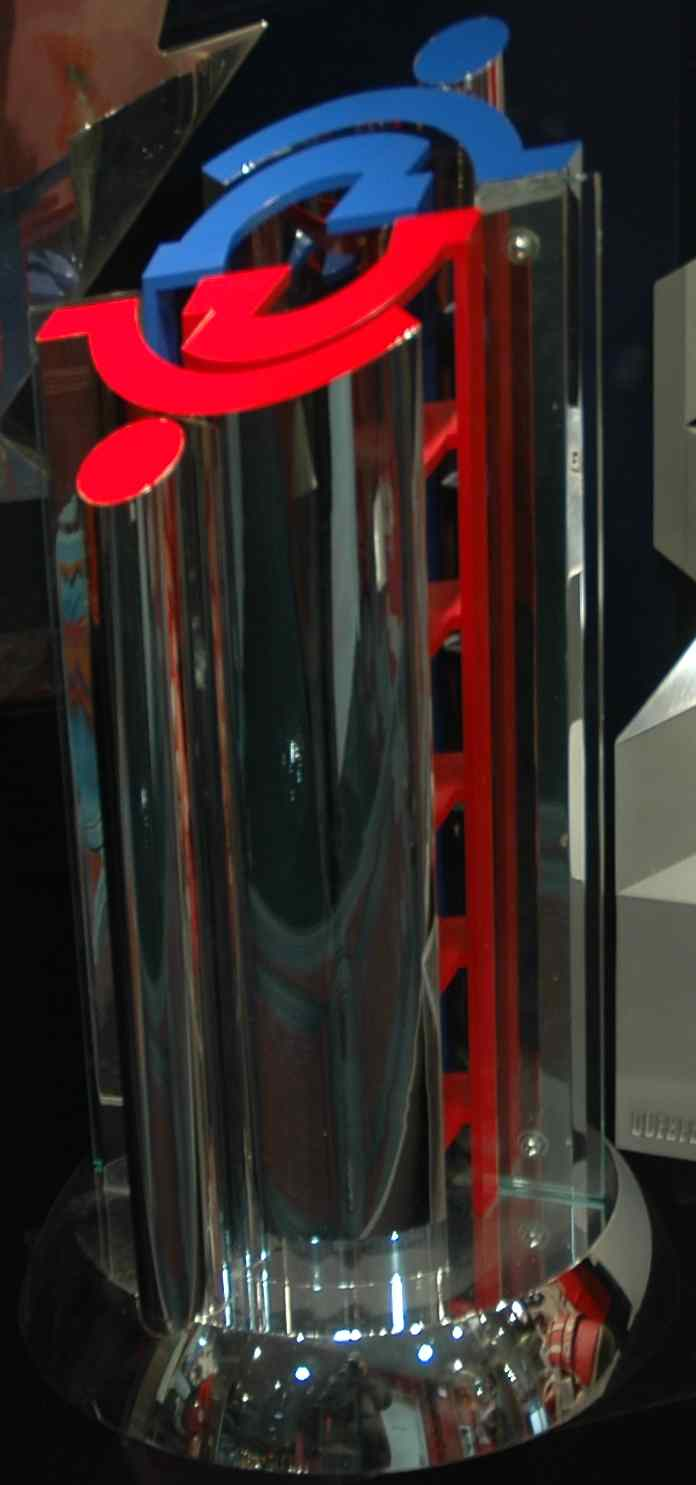
Der World Cup of Hockey in der Hockey Hall of Fame in Toronto

Bereits 1976 hatte nach der Idee von Alan Eagleson, der bereits die Summit Series organisiert hatte, in einer Kooperation zwischen der National Hockey League, der Internationalen Eishockey-Föderation IIHF und dem kanadischen Eishockeyverband Hockey Canada erstmals ein internationales Turnier gegeben, das auch den Profispielern in Nordamerika ermöglicht hatte, für ihr Geburtsland anzutreten. So wurde der in unregelmäßigen Abständen ausgetragene Canada Cup bis 1991 zu einer festen Institution im internationalen Eishockey mit dem Ruf, besser besetzt zu sein als die Eishockey-Weltmeisterschaft oder gar das olympische Eishockeyturnier. Als Nachfolger des Canada Cups wurde der World Cup of Hockey ausgesprochen.
Erstmals wurde der World Cup of Hockey in den Monaten August und September des Jahres 1996 ausgetragen. Es traten die sechs besten Mannschaften der Welt an, ergänzt durch zwei Wildcard-Teilnehmer. Der Sieger wurde die Nationalmannschaft der USA, welche sich in drei Finalspielen gegen Kanada durchsetzte. Auch Deutschland nahm 1996 am World Cup of Hockey teil und besiegte dabei überraschend die mit vielen NHL-Spielern angereiste tschechische Nationalmannschaft mit 7:1, scheiterte dann jedoch in der zweiten Runde am Gastgeber Kanada.
Beim World Cup of Hockey 2004 vom 30. August bis zum 14. September traten ebenfalls die sechs besten Teams nach der damaligen IIHF-Weltrangliste und zwei Wildcard-Teilnehmer gegeneinander an. Die Trainer konnten dabei aufgrund des Termins vor Saisonbeginn erneut auf alle NHL-Stars zurückgreifen.
Nachdem die NHL ab 1998 regelmäßig ihre Spieler für die Olympischen Spiele freistellte, geriet der World Cup of Hockey zusehends aus dem Blickfeld und pausierte. Erst 2016 wurde der World Cup zum dritten Mal ausgetragen, jedoch ausschließlich in Toronto, sodass die Veranstaltung im Gegensatz zu bisherigen Turnieren nur an einem Ort stattfand.
Im Februar 2025 kündigte die National Hockey League an, dass 2028 der World Cup of Hockey wieder ausgetragen werden soll. Das vierte Turnier soll im Februar des Jahres stattfinden und wird nach den Regeln und auf der Eisflächengröße der NHL gespielt. Weitere Einzelheiten, wie die Teilnehmer oder Austragungsorte, sollen später im Jahr bekanntgegeben werden.

## Austragungen
| Jahr | Teilnehmer | Gewinner | Finalgegner | Halbfinalisten     |
| ---- | ---------- | -------- | ----------- | ------------------ |
| 1996 | 8          | USA      | Kanada      | Russland, Schweden |
| 2004 | 8          | Kanada   | Finnland    | Tschechien, USA    |
| 2016 | 8          | Kanada   | Europa      | Russland, Schweden |